# Резня в Сува-Реке
Резня в Сува-Реке (алб. Masakra e Suharekës, серб. Масакр у Сувој Реци / Masakr u Suvoj Reci) — массовое убийство косовских албанцев, осуществлённое сербскими полицейскими 26 марта 1999 года в косовском городе Сува-Река во время Косовской войны и операции НАТО против Югославии.

## Массовое убийство
Почти все жертвы резни в Сува-Реке принадлежали к роду Бериша. Они были заперты в пиццерии, после чего туда сербскими полицейскими были брошены две гранаты. Затем сербы добивали сохранявших признаки жизни албанцев. Среди 48 убитых 14 человек были младше 15 лет. Впоследствии тела жертв были перемещены в Сербию и захоронены в братских могилах на учебном полигоне югославской Специальной антитеррористической группы, расположенном в Батайнице, пригороде Белграда.

## Последствия
Расследования преступления в Сува-Реке начались через три года после обнаружения массовых захоронений в Сербии, в ходе которых было опрошено более ста свидетелей, в том числе Шурета Бериша, которой удалось выжить и спастись, выпрыгнув из грузовика, перевозившего трупы. Специальная прокуратура Сербии по военным преступлениям обвинила в резне в Сува-Реке восемь полицейских, в том числе сотрудников 37-го специального подразделения Министерства внутренних дел Сербии, главными свидетелями обвинения которых были бывшие сербские полицейские, которые подробно рассказали об убийстве мирных жителей-албанцев и вывозе их тел из Сува-Реки.
После трёхлетнего процесса сербским судом двое сербских полицейских были приговорены к максимальному сроку наказания — 20 годам лишения свободы, один — к 15-и, а четвёртый — к 13-и. Специальная прокуратура Сербии по военным преступлениям осталась недовольна решениями суда и подала кассационную жалобу, так как главный подозреваемый, командир специального подразделения полицейских, был оправдан. 